# Salón de la Fama de las mujeres de Maryland
El Salón de la Fama de las mujeres de Maryland ( MWHF ) reconoce los éxitos significativos y contribuciones estatales realizadas por mujeres que han sido o son residentes de Maryland o del estado. Fue establecido en 1985 por la Comisión de Maryland para Mujeres y las Legisladoras de Maryland. Los honores son seleccionados por un comité independiente cada año y se donan en marzo durante el Mes de la Historia de la Mujer.

## Galardonadas
| Nombre                             | Imagen        | Birth–Death                             | Año  | Área del éxito | Ref(s)  |
| ---------------------------------- | ------------- | --------------------------------------- | ---- | --- | ------- |
| Rosalie Silber Abrams              |               | (1916–2009)                             | 1994 | Cámara de Delegados de Maryland, Senado del estado de Maryland, primera líder de la mayoría femenina y judía del Senado estatal. | [ 2 ]   |
| Diane L. Adams                     |               | (b. 1948)                               | 1997 | Médica | [ 3 ]   |
| Bertha Sheppard Adkins             |               | (1906–1983)                             | 1989 | Subsecretaria de Salud, Educación y Bienestar bajo Dwight D. Eisenhower | [ 4 ]   |
| Annie Armstrong                    |               | (1850–1938)                             | 1992 | Misionera | [ 5 ]   |
| Florence Riefle Bahr               |               | (1909–1998)                             | 1999 | Artista | [ 6 ]   |
| Susan P. Baker                     |               |                                         | 2006 | Doctora en Salud Pública | [ 7 ]   |
| Dorothy F. Bailey                  |               |                                         | 2014 | Activista cívica | [ 8 ]   |
| Mary Elizabeth Banning             |               | (1822–1903)                             | 1994 | Micóloga, pintora, naturalista | [ 9 ]   |
| Clara Barton                       |               | (1821–1912)                             | 1987 | Fundadora de American Red Cross | [ 10 ]  |
| Constance Uriolo Battle            |               |                                         | 2000 | Pediatra | [ 11 ]  |
| Virginia Walcott Beauchamp         |               |                                         | 2003 | Escritora, abogada de la mujer | [ 12 ]  |
| Constance Ross Beims               |               | (b. 1938)                               | 1998 | Educadora | [ 13 ]  |
| Rosalyn Blake Bell                 |               | (b. 1923)                               | 1993 | Jueza | [ 14 ]  |
| Helen Delich Bentley               |               | (1923-2016)                             | 2013 | Miembro de la Cámara de Representantes de los Estados Unidos de 1985 a 1995 | [ 15 ]  |
| Maureen Black                      |               |                                         | 2012 | Médica | [ 16 ]  |
| Margaret Brent                     |               | (c.1601–c.1671)                         | 1985 | Propietaria de finca, abogada | [ 17 ]  |
| Harriet Elizabeth Brown            |               | (1907–2009)                             | 1994 | 1937 caso legal contra el condado de Calvertt; fue una de las bases de la Ley de Igualación de Pagos de Maestros de Maryland | [ 18 ]  |
| Agnes Kane Callum                  |               | (1926–2015)                             | 2014 | Miembro fundadora de la Sociedad Genealógica Histórica Afroamericana de Baltimore | [ 19 ]  |
| Shoshanna Shoubin Cardin           |               | (b. 1926)                               | 2005 | Filántropa, voluntariado | [ 20 ]  |
| Lois Green Carr                    |               | (1922-2015)                             | 2000 | Historiadora económico y social, especialista en la historia del Maryland colonial | [ 22 ]  |
| Anna Ella Carroll                  |               | (1815–1894)                             | 1992 | Política | [ 23 ]  |
| Rachel Carson                      |               | (1907–1964)                             | 1985 | Escritora Silent Spring | [ 24 ]  |
| Eugenie Clark                      |               | (b. 1922)                               | 1989 | Ictiologista | [ 25 ]  |
| Edith Clarke                       |               | (1883–1959)                             | 2003 | Primera mujer empleada como ingeniera eléctrica en los Estados Unidos, así como la primera profesora de ingeniería eléctrica del país | [ 26 ]  |
| Lucille Clifton                    |               | (1936–2010)                             | 1993 | Poetisa Laureada de Maryland | [ 27 ]  |
| Bessie Olive Cole                  |               | (1883–1971)                             | 2005 | "Primera dama de la farmacia de Maryland" | [ 28 ]  |
| Rita Colwell                       |               | (1934–)                                 | 1991 | Microbióloga ambiental | [ 29 ]  |
| Lillian C. Compton                 |               | (1884–1973)                             | 1999 | Educadora | [ 30 ]  |
| Jean B. Cryor                      |               | (1938–2009)                             | 2013 | Miembro de la Cámara de Delegados de Maryland para el Distrito 15 | [ 31 ]  |
| Rita C. Davidson                   |               | (1928–1984)                             | 1985 | Primera mujer en el Tribunal de Apelaciones de Maryland | [ 32 ]  |
| Annette M. Deener                  |               |                                         | 2007 | Brigadier General Maryland National Guard, Director MD Personal Conjunto Hdqt | [ 33 ]  |
| Liebe Sokol Diamond                |               | (b. 1931)                               | 2006 | Ortopédica | [ 34 ]  |
| Kathryn J. DuFour                  |               | (1910–2005)                             | 2003 | Presidenta de la Corte Suprema de Justicia del Sexto Tribunal de Maryland | [ 35 ]  |
| Charlene Mickens Dukes             |               |                                         | 2013 | Presidenta del Prince George's Community College | [ 36 ]  |
| Margaret Dunkle                    |               |                                         | 2012 | Igualdad de oportunidades para las mujeres en el atletismo | [ 37 ]  |
| Sol del Ande Mendez Eaton          |               | (b. 1936)                               | 1997 | Química de investigación, derechos civiles, derechos de la mujer, cuidado de la salud | [ 38 ]  |
| Emily Edmonson                     |               | (1835–1895)                             | 2004 | Mujer negra liberada, abolicionista | [ 39 ]  |
| Elizabeth King Ellicott            |               | (1858–1914)                             | 1993 | Sufragio de las mujeres | [ 40 ]  |
| Madeleine L. Ellicott              |               | (1856–1945)                             | 1996 | Sufragio de las mujeres | [ 41 ]  |
| Lavinia Margaret Engle             |               | (1892–1979)                             | 1989 | Cámara de Delegados de Maryland, Junta de Comisionados del Condado de Montgomery, organizadora, Asociación Nacional de Mujeres Sufragistas de Estados Unidos, directora y cofundadora de la Liga de Mujeres Votantes de Maryland, varios puestos dentro de la Administración de la Seguridad Social y la Administración de Bienestar. | [ 42 ]  |
| Ethel Llewellyn Ennis              |               | (b. 1932)                               | 1996 | Músico de jazz | [ 43 ]  |
| Kathleen Feeley                    |               | (b. 1929)                               | 2001 | Expresidenta del Colegio de Notre Dame de Maryland | [ 44 ]  |
| Ilia Fehrer                        |               | (1927–2007)                             | 2009 | Ambientalista | [ 45 ]  |
| Renee E. Fox                       |               |                                         | 2014 | Directora ejecutiva del Instituto para un Maryland más saludable | [ 46 ]  |
| Claire M. Fraser                   |               | (b. 1955)                               | 2010 | Microbióloga | [ 47 ]  |
| Sonia Pressman Fuentes             |               | (b. 1928)                               | 2000 | Cofundadora de la National Organization for Women | [ 48 ]  |
| Bea Gaddy                          |               | (1933–2001)                             | 2006 | Consejo de la ciudad, defensora de los pobres y las personas sin hogar | [ 49 ]  |
| Marilyn Hughes Gaston              |               |                                         | 2006 | Médica | [ 50 ]  |
| Catherine R. Gira                  |               | (b. 1932)                               | 1997 | Educadora | [ 51 ]  |
| Mary Katherine Goddard             |               | (1738–1816)                             | 1998 | Editora | [ 52 ]  |
| Susan K. Goering                   |               | (b. 1952)                               | 2014 | Abogada de derechos civiles | [ 53 ]  |
| Sally T. Grant                     |               |                                         | 2007 | Voluntariado, derecho de las mujeres, cofundadora del Salón de la Fama de las mujeres de Maryland | [ 54 ]  |
| Nancy T. Grasmick                  |               |                                         | 2004 | Ex superintendenta de las Escuelas del Estado de Maryland | [ 55 ]  |
| Anne Catharine Hoof Green          |               | (c.1720–1775)                           | 2010 | Editora de The Maryland Gazette | [ 56 ]  |
| Jill Moss Greenberg                |               | (b. 1943)                               | 1995 | Voluntariado, derechos civiles, derechos de las mujeres | [ 57 ]  |
| Carol W. Greider                   |               | (b. 1961)                               | 2011 | Bióloga molecular | [ 58 ]  |
| Diane Griffin                      |               | (b. 1940)                               | 2009 | Catedrática distinguida de la Universidad y profesora en el Departamento de Microbiología e Inmunología Moleculares de la Facultad de Salud Pública Bloomberg de la Universidad Johns Hopkins, jefe de departamento desde 1994 hasta 2015.                                                                                            | [ 59 ]  |
| Frances Ellen Watkins Harper       |               | (1824–1911)                             | 1987 | Escritora, poetisa, abolicionista | [ 60 ]  |
| Ramona McCarthy Hawkins            |               |                                         | 2008 | Parmacéutica | [ 61 ]  |
| Elaine Ryan Hedges                 |               | (1927–1997)                             | 1998 | Periodista en la prensa feminista | [ 62 ]  |
| Ellen Moses Heller                 |               |                                         | 2008 | Jueza | [ 63 ]  |
| Rebecca Alban Hoffberger           |               | (b. 1952)                               | 2006 | Fundadora American Visionary Art Museum | [ 64 ]  |
| Barbara Holdridge                  |               |                                         | 2011 | Cofundadora Caedmon Records, fundadora de Stemmer House Publishers | [ 65 ]  |
| Billie Holiday                     |               | (1915–1959)                             | 2008 | Cantante de jazz | [ 66 ]  |
| Edith Houghton Hooker              |               | (1879–1948)                             | 1999 | Sufragista, primera mujer aceptada en la Escuela de Medicina de la Universidad Johns Hopkins | [ 67 ]  |
| Mabel Houze Hubbard                |               | (1936–2006)                             | 2002 | Juez, primera mujer afroamericana en ejercitar como juez del Tribunal de Distrito de Maryland | [ 68 ]  |
| Lillie Caroll Jackson              |               | (1889–1975)                             | 1986 | Defensora de los derechos civiles, rama organizada de Baltimore de NAACP | [ 69 ]  |
| Josephine Jacobsen                 |               | (1908–2003)                             | 2000 | Poetisa, cuentista, crítica | [ 70 ]  |
| Elizabeth Fran Johnson             |               | (b. 1928)                               | 1999 | Educadora, voluntariado | [ 71 ]  |
| Florence P Kendall                 |               | (1910–2006)                             | 2002 | Fisioterapeuta | [ 72 ]  |
| Misbah Khan, MD, MPH, FAAP         |               |                                         | 2001 | Pediatra, docente e investigadora de medicina, asesora de políticas de salud y directora médica de numerosos programas de salud comunitarios | [ 73 ]  |
| Irene Morgan Kirkaldy              |               | (1917–2007)                             | 2010 | Encarcelada en 1944 por negarse a ceder su asiento a una persona blanca en un autobús Greyhound; 1946 Irene Morgan v. Mancomunidad de Virginia, Tribunal Supremo de los Estados Unidos anuló la ley del estado de Virginia que exigía segregación en el transporte interestatal.                                                      | [ 74 ]  |
| Ruth L. Kirschstein                |               | (1926–2009)                             | 2003 | Patóloga | [ 75 ]  |
| Nancy K. Kopp                      |               | (b. 1943)                               | 2012 | Tesorera de Maryland | [ 76 ]  |
| Helen L. Koss                      |               | (1922–2008)                             | 1997 | Cámara de Delegados de Maryland | [ 77 ]  |
| Charmaine Krohe                    |               |                                         | 2001 | Fundadora de St. Ambrose Family Outreach Center | [ 78 ]  |
| Rose Kushner                       |               | (1929–1990)                             | 1992 | Periodista, autora de Why Me? Lo que toda mujer debería saber sobre el cáncer de mama para salvarle la vida | [ 79 ]  |
| Henrietta Lacks                    |               | (1920–1951)                             | 2014 | HeLa, la línea celular humana más antigua y más comúnmente utilizada, provino de células de cáncer de cuello uterino tomadas de Lacks. | [ 80 ]  |
| Mary Elizabeth Lange               |               | (1789–1882)                             | 1991 | Fundadora de las Hermanas Oblatas de la Providencia | [ 81 ]  |
| Lena King Lee                      |               | (1906–2006)                             | 1989 | Cámara de Delegados de Maryland | [ 82 ]  |
| Mary Digges Lee                    |               | (1745–1805)                             | 1996 | Proporcionó ayuda a las tropas de George Washington | [ 83 ]  |
| Harriet Legum                      |               |                                         | 2009 | Abogada para la investigación y el tratamiento del cáncer de mama en las mujeres | [ 84 ]  |
| Brigid G Leventhal                 |               | (1935–1994)                             | 1996 | Médica | [ 85 ]  |
| Etta H. Maddox                     |               | (c1860–1933)                            | 2003 | Abpgada, sufragista | [ 86 ]  |
| Alice Manicur                      |               |                                         | 2012 | Educadora | [ 87 ]  |
| Lucille Maurer                     |               | (1922–1996)                             | 1990 | Extesorera de Maryland | [ 88 ]  |
| Claire McCardell                   |               | (1905–1958)                             | 1991 | Diseñadora de moda | [ 89 ]  |
| Esther McCready                    |               |                                         | 2004 | Enfermera, educadora | [ 90 ]  |
| Enolia Pettigen McMillan           |               | (1904–2006)                             | 1990 | Primera presidenta nacional en NAACP | [ 91 ]  |
| Pauline Menes                      |               | (1924–2009)                             | 2008 | Cámara de Delegados de Maryland | [ 92 ]  |
| Barbara A. Mikulski                |               | (b. 1936)                               | 1988 | Senado de los Estados Unidos | [ 93 ]  |
| Sadie Kneller Miller               |               | (1867–1920)                             | 1988 | Fotoperiodista | [ 94 ]  |
| Juanita Jackson Mitchell           |               | (1913–1992)                             | 1987 | Primera mujer afroamericana en practicar leyes en Maryland | [ 95 ]  |
| Constance A. Morella               |               | (b. 1931)                               | 1994 | Embajadora de los Estados Unidos en la Organización para la Cooperación y el Desarrollo Económico | [ 96 ]  |
| Bessie Moses                       |               | (1893–1965)                             | 1991 | Ginecóloga y obstetra que abogó por las prácticas de control de la natalidad para las mujeres | [ 97 ]  |
| Diana Gribbon Motz                 |               | (b. 1943)                               | 2012 | Tribunal de Apelaciones de los Estados Unidos para el Cuarto Circuito | [ 98 ]  |
| Pauli Murray                       |               | (1910–1985)                             | 1990 | Activista, derechos civiles, derechos de la mujer | [ 99 ]  |
| Prasanna Nair                      |               |                                         | 2007 | Médica de atención primaria, específicamente con bebés de madres con VIH / SIDA o problemas de abuso de sustancias | [ 100 ] |
| Mary L. Nock                       |               | (1903–1987)                             | 1995 | Asamblea General de Maryland | [ 101 ] |
| Amanda Taylor Norris               |               | (1849–1944)                             | 1995 | Primera mujer médica en Maryland | [ 102 ] |
| Mary Adelaide Nutting              |               | (1858–1948)                             | 1994 | Educadora de enfermería | [ 103 ] |
| Toby Orenstein                     |               | (b. 1937)                               | 2008 | Maestra en Artes | [ 104 ] |
| Susan R. Panny                     |               |                                         | 2005 | Médica | [ 105 ] |
| Ligia Peralta                      |               |                                         | 2011 | Escuela de Medicina de la Universidad de Maryland | [ 106 ] |
| Almira Hart Lincoln Phelps         |               | (1793–1884)                             | 2010 | Educadora, editora | [ 107 ] |
| Mary Young Pickersgill             |               | (1776–1857)                             | 2002 | Realizadora de banderas durante la Guerra de 1812; cosido del estandarte estrellado (bandera) | [ 108 ] |
| Gertrude Poe                       |               | (b. 1915)                               | 2011 | Periodista | [ 109 ] |
| Rosa Ponselle                      |               | (1897–1981)                             | 1997 | Cantante de ópera, honrada en un sello postal de los Estados Unidos | [ 110 ] |
| Estelle R. Ramey                   |               | (1917–2006)                             | 1989 | Profesora eb George Washington University Medical School | [ 111 ] |
| Margaret Byrd Rawson               |               | (1899–2001)                             | 2004 | Investigación sobre la dislexia | [ 112 ] |
| Ann Cipriano Rees                  |               |                                         | 2014 | Filántropa | [ 113 ] |
| Mary Risteau                       |               | (1890–1978)                             | 1988 | Cámara de Delegados de Maryland | [ 114 ] |
| Barbara A. Robinson                |               | (b. 1938)                               | 1996 | Cámara de Delegados de Maryland | [ 115 ] |
| Gwendolyn Rooks                    |               |                                         | 2012 | Servicio comunitario | [ 116 ] |
| Karen H. Rothenberg                |               |                                         | 2007 | Profesora de Derecho en la Facultad de Derecho de la Universidad de Maryland | [ 117 ] |
| Bernice R. Sandler                 |               | (b. 1928)                               | 2010 | Derechos de las mujeres | [ 118 ] |
| Ellen R. Sauerbrey                 |               | (b. 1937)                               | 2013 | Exjefe de la Oficina de Población, Refugiados y Migración del Departamento de Estado de los Estados Unidos | [ 119 ] |
| Edyth H. Schoenrich                |               |                                         | 2005 | Cuidado de la salud | [ 120 ] |
| Alta Schrock                       |               | (1911–2002)                             | 1991 | Primera mujer menonita en los Estados Unidos en recibir su doctorado | [ 121 ] |
| Margaret Collins Schweinhaut       |               | (1904–1997)                             | 1992 | Senado del estado de Maryland | [ 122 ] |
| Audrey E. Scott                    |               |                                         | 2007 | Activista comunitaria | [ 123 ] |
| Elizabeth Ann Seton                |               | (1774–1821)                             | 1986 | Santa católica | [ 124 ] |
| Lorraine Sheehan                   |               | (1937–2009)                             | 2002 | Asamblea General de Maryland | [ 125 ] |
| Linda A. Shevitz                   |               |                                         | 2013 | Directora de Equity Office en el Departamento de Educación del Estado de Maryland | [ 126 ] |
| Lillie D. Shockney                 |               |                                         | 2010 | Líder en el tratamiento del cáncer de mama | [ 127 ] |
| Mary Shaw Shorb                    |               | (1907–1990)                             | 1987 | Investigadora científica | [ 128 ] |
| Eunice Kennedy Shriver             |               | (1921–2009)                             | 2001 | Olimpiadas Especiales | [ 129 ] |
| Vivian V. Simpson                  |               | (1903–1987)                             | 2004 | Abogada | [ 130 ] |
| Lucy Diggs Slowe                   |               | (1885–1937)                             | 2011 | Defensora de las mujeres negras | [ 131 ] |
| Mary Carter Smith                  |               | (1919–2007)                             | 1998 | Poetisa, contadora de historias | [ 132 ] |
| Grace Snively                      |               |                                         | 2006 | Derechos civiles, activista comunitaria | [ 133 ] |
| Allyson R. Solomon                 |               |                                         | 2009 | Brigada General, Guardia Nacional de Maryland, Ayudante General Adjunto | [ 134 ] |
| Gladys Noon Spellman               |               | (1918–1988)                             | 1985 | Cámara de Representantes de los Estados Unidos | [ 135 ] |
| Jean Spencer                       |               | (1933–1992)                             | 1993 | [ 136 ] |         |
| Adele Hagner Stamp                 |               | (1893–1974)                             | 1990 | Decana de Mujeres Eméritas de la Junta de Regentes de la Universidad | [ 137 ] |
| Rosetta Stith                      |               |                                         | 2000 | Directora de Laurence G. Paquin Middle/Secondary School for Expectant Teenage Mothers | [ 138 ] |
| Henrietta Szold                    |               | (1860–1945)                             | 1986 | Educadora, primera presidenta de Hadassah, la Organización Sionista de Mujeres de América | [ 139 ] |
| Helen Brooke Taussig               |               | (1898–1986)                             | 1987 | Fundadora del campo de la cardiología pediátrica | [ 140 ] |
| Nettie Barcroft Taylor             |               | (b. 1914)                               | 1995 | Bibliotecaria | [ 141 ] |
| Martha Carey Thomas                |               | (1857–1935)                             | 1988 | Educadora y feminista | [ 142 ] |
| Beatrice P. Tignor                 |               |                                         | 2013 | Cámara de Delegados de Maryland | [ 143 ] |
| Mary Lemist Titcomb                |               | (1857–1932)                             | 1990 | Bibliotecaria | [ 144 ] |
| Sandra W. Tomlinson                |               |                                         | 2001 | Educadora | [ 145 ] |
| Harriet Ross Tubman                |               | (1820–1913)                             | 1985 | Abolicionista; esclava escapada y conductora de ferrocarril subterráneo, sufragista | [ 146 ] |
| Martha Ellicott Tyson              |               | (1795–1873)                             | 1993 | Cuaquera anciana, abolicionista, autora | [ 147 ] |
| Carmen Delgado Votaw               |               | (1934-2017)                             | 1992 | Derechos civiles | [ 148 ] |
| Emily Wilson Walker                |               | (1904–2007)                             | 2008 | Médica | [ 149 ] |
| Verda Freeman Welcome              |               | (1907–1990)                             | 1988 | Senadora del estado de Maryland | [ 150 ] |
| Bernice Smith White                |               | (b. 1924)                               | 1999 | Activista comunitaria, igualdad de las mujeres | [ 151 ] |
| June A. Willenz                    |               |                                         | 2011 | Autora, defensora de los veteranos militares; Directora Ejecutiva del Comité de Veteranos Estadounidenses (AVC) | [ 152 ] |
| Euphemia Mary Goldsborough Willson |               | (1836–1896)                             | 1995 | Enfermera durante la Guerra Civil | [ 153 ] |
| Jeanette Rosner Wolman             |               | (1902–1999)                             | 1986 | Abogada y defensora de los derechos de la mujer | [ 154 ] |
| Anne St. Clair Wright              |               | (1910–1993)                             | 2009 | Preservacionista histórica | [ 155 ] |
| Deborah A. Yow                     |               | (b. 1950)                               | 2003 | Directora Atlética de la Universidad de Maryland | [ 156 ] |
| Hiltgunt Zassenhaus                |               | (1916–2004)                             | 1986 | Filóloga alemana que trabajó como intérprete en Hamburgo, Alemania durante la Segunda Guerra Mundial, y luego como médico en los Estados Unidos | [ 157 ] |
| Beverly B. Byron                   |               | (b. 1932)                               | 2015 | Cámara de Representantes de los Estados Unidos | [ 158 ] |
| E. Gail de Planque                 |               | (1945–2010)                             | 2015 | Física, Comisión Reguladora Nuclear de los Estados Unidos | [ 159 ] |
| Mary Feik                          |               | (b. 1924)                               | 2015 | Piloto de aviación, ingeniera de vuelo, maestra mecánica | [ 160 ] |
| Katherine O'Brien                  |               |                                         | 2015 | Médica, miembro del Grupo de Expertos Científicos en Inmunización de la Organización Mundial de la Salud (SAGE) | [ 161 ] |
| Linda L. Singh                     |               | (b. 1964)                               | 2015 | Ayudante general de la Guardia Nacional de Maryland | [ 162 ] |
| Sue Fryer Ward                     |               | (1935–2014)                             | 2015 | Servicio del gobierno, abogada de los derechos humanos | [ 163 ] |
| Sophia Arabatzis Balis             |               |                                         | 2016 | Profesora eméritade la Facultad de Odontología de la Universidad de Maryland | [ 164 ] |
| Oretha Bridgwaters-Simms           |               |                                         | 2016 | Educadora | [ 165 ] |
| Mary C. Goodwillie                 |               | (1870 - 1949)                           | 2016 | Estableció la Junior League of Baltimore | [ 166 ] |
| Elaine Danforth Harmon             |               | (1919 - 2015)                           | 2016 | Medalla de oro del Congreso de 2009 para las pilotos de servicio de la fuerza aérea de las mujeres de los Estados Unidos. (WASP) durante la Segunda Guerra Mundial | [ 167 ] |
| Joanne Katz                        |               |                                         | 2016 | Presidenta del Senado de la Facultad de Salud Pública Bloomberg de la Universidad Johns Hopkins, presidenta de la Junta de Revisión Institucional | [ 168 ] |
| Lizette Woodworth Reese            |               | (1856 - 1935)                           | 2016 | Poetisa | [ 169 ] |
| Marsha Coleman-Adebayo             |               |                                         | 2017 | Fundadora del Instituto No FEAR, una organización dedicada a educar al público estadounidense sobre la discriminación del sector federal y la implementación de la Ley No FEAR. | [ 170 ] |
| Carolyn Colvin                     |               | (b. 1942)                               | 2017 | Vicecomisionada de la Seguridad Social | [ 171 ] |
| Donna Edwards                      |               | (b. 1958)                               | 2017 | Primera mujer afroamericana en representar a Maryland en la Cámara de Representantes de los Estados Unidos. | [ 172 ] |
| Mary Garrett                       | (1854 - 1915) |                                         | 2017 | Sufragista y filántropa | [ 173 ] |
| Katharine Blodgett Gebbie          |               | (1932 - 2016)                           | 2017 | Astrofísica | [ 174 ] |
| Kathleen Ledecky                   |               | (b. 1997)                               | 2017 | Medallista de oro olímpica en natación | [ 175 ] |
| Helen Maroulis                     |               | (b. 1991)http://www.standling.com/trad/ | 2017 | Medallista de oro 2015 en el Campeonato mundial de lucha libre | [ 176 ] |
| Lilian Welsh                       |               | (1858 - 1938)                           | 2017 | Médica, educadora, sufragista | [ 177 ] |